# سانتياغو أوخيدا
سانتياغو أوخيدا (بالإسبانية: Santiago Ojeda)‏ هو لاعب كرة قدم بيروفي في مركز الوسط، ولد في 1951 في ليما في بيرو. شارك مع منتخب بيرو لكرة القدم. أما مع النوادي، فقد لعب مع أليانزا ليما وسبورت بويز.

## وصلات خارجية
- سانتياغو أوخيدا على موقع قاعدة بيانات كرة القدم.إي يو (الإنجليزية)
- سانتياغو أوخيدا على موقع ناشيونال فوتبول تيمز (الإنجليزية)